# Teresa del Portogallo (contessa di Fiandra)
Teresa Alfonso, detta Matilde nelle Fiandre; Teresa anche in spagnolo, in asturiano, in aragonese, in portoghese, galiziano, in catalano e in basco (1157 – Furnes, 6 maggio 1218), è stata una principessa portoghese, che fu anche Contessa consorte di Vermandois e di Valois, dal 1183 al 1185, contessa consorte delle Fiandre dal 1183 al 1191, reggente della contea tra il 1190 ed il 1191 e poi duchessa consorte di Borgogna dal 1193 al 1195.

## Origine

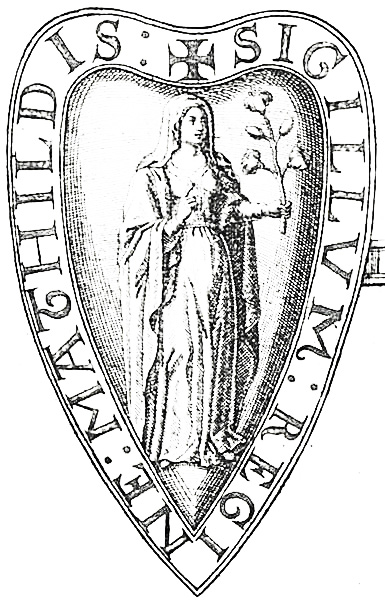

Secondo il Roderici Toletani Archiepiscopi De Rebus Hispaniae, Teresa era la settima figlia del primo re del Portogallo, Alfonso I e della principessa Mafalda di Savoia (1125-1158), figlia secondogenita del settimo conte di Savoia e conte d'Aosta e Moriana, Amedeo III, e di Matilde di Albon.
Alfonso I del Portogallo, sempre secondo il Roderici Toletani Archiepiscopi De Rebus Hispaniae, era figlio di un nobile francese, divenuto conte del Portogallo, Enrico (Dom Henrique), e della principessa di Castiglia e Leon, conte del Portogallo, Teresa, figlia illegittima del re di León e Castiglia e di Galizia, Alfonso VI e della sua amante, Jimena Núñez de Lara.

## Biografia
Il cronista, Rodrigo Jiménez de Rada, nel suo De Rebus Hispaniæ elenca Teresa (Tarasia) tra i figli di Alfonso I il Conquistatore e Mafalda di Savoia, che divenne contessa delle Fiandre e non diede eredi al marito.
Tra il 1173 e il 1174, dopo la morte della sorella maggiore, Mafalda del Portogallo, Teresa assunse il nome di Mafalda.
Secondo il Chronicon Lusitanum, tomus XIV della España sagrada, nell'agosto del 1183, Teresa/Mafalda fu data in moglie al conte di Fiandra e Conte di Vermandois e di Valois, Filippo I, che era al suo secondo matrimonio (nel 1157 Filippo aveva sposato Elisabetta di Vermandois figlia di Raul I di Vermandois e Petronilla d'Aquitania sorella della più famosa Eleonora, come ci confermano gli Annales Blandinienses); anche il Roderici Toletani Archiepiscopi De Rebus Hispaniae, conferma il matrimonio di Teresa/Mafalda, che nelle Fiandre fu denominata Matilde, con Filippo I di Fiandra, che, secondo la Genealogica Comitum Flandriæ Bertiniana, Continuatio Leidensis et Divionensis era il figlio secondogenito del signore di Bitche, in Alsazia e conte delle Fiandre, Teodorico di Alsazia e di Sibilla d'Angiò, che, anche se l'arcivescovo, Guglielmo, della città di Tiro, nell'odierno Libano, nel suo Historia rerum in partibus transmarinis gestarum ce la presenta come figlia femmina primogenita era la figlia femmina secondogenita del conte d'Angiò e conte di Tours, conte consorte e poi conte del Maine ed infine reggente del Principato di Antiochia e re consorte del Regno di Gerusalemme, Folco il Giovane, e della contessa del Maine, Eremburga, figlia unica del conte del Maine, Elia I e di Matilde, come riporta nella sua Historia Ecclesiastica, Pars II, Liber IV del monaco e storico medievale, Orderico Vitale, signora di Château-du-Loir, figlia di Gervaso, signore di Château-du-Loir.
Nel 1190, suo marito Filippo I prese di nuovo la croce e tornò, per la quarta volta, in Terra santa al seguito del re di Francia, Filippo II Augusto e del nuovo re d'Inghilterra, Riccardo Cuor di Leone, alla testa di un contingente fiammingo. Secondo la Flandria Generosa (Continuatio Claromariscensis) arrivò in Terra Santa assieme ai due re, quando era in corso l'assedio di San Giovanni d'Acri, che era difesa, con vigore, dai Saraceni e rimase vittima di un'epidemia (di Peste) che devastò il campo cristiano, colpendo la maggior parte dei soldati; Filippo morì nell'estate del 1191, tre mesi dopo la traversata, il 1º luglio (Kal Iulii 1191), come ci viene confermato anche dalla Historia Rerum in partibus transmarinis gestarum ("L'estoire de Eracles Empereur et la conqueste de la terre d'Outremer"), Continuator, ai capitoli IV e VI. Filippo fu tumulato nella basilica di San Nicola fuori le mura di Acri, dove furono sepolti oltre 50 tra vescovi e condottieri cristiani. Il suo corpo venne riportato in patria per volere di Teresa (detta Matilde, nelle Fiandre), che aveva agito da reggente in sua assenza, e venne sepolto nell'Abbazia di Clairvaux, in una cappella dove anche Teresa/Matilde sarebbe stata sepolta. La morte di Filippo conte delle Fiandre e di Vermandois, nel 1191, viene confermata anche dagli Annales Blandinienses.
Sempre secondo la Flandria Generosa (Continuatio Claromariscensis), alla morte di Filippo, la contea di Vermandois, andò al re d Francia, diverse città del sud e della costa delle Fiandre (Insulam et Duacum et plures ac bonas villas hinc et inde iacentes, Caslethuin, Watenes, Bergas, Burburgium) rimasero in possesso di Teresa/Matilde, in quanto spettanti per diritto matrimoniale, ed infine, poiché da entrambi i matrimoni Filippo non aveva avuto figli, la terza parte dell'eredità (la contea delle Fiandre) andò alla sorella di Filippo I, Margherita di Alsazia ed al cognato, Baldovino V di Hainaut che, ancora secondo gli Annales Blandinienses incorporarono le Fiandre nei loro domini.
Teresa/Matilde governò le sue proprietà, ma fu eccessivamente esosa e l'aumento delle tasse da lei stabilito, provocò ribellioni a Furnes e al castello di Bourbourg.
A 36 anni Teresa/Matilde venne destinata a sposarsi di nuovo: nel 1193 si unì in matrimonio con il duca di Borgogna Oddone III (1166-1218), che, come ci conferma la Chronica Albrici Monachi Trium Fontium era il figlio primogenito del duca di Borgogna, Ugo III e di Alice di Lorena, figlia del duca di Lorena, Matteo I, e di Berta di Svevia, come ci conferma ancora la Chronica Albrici Monachi Trium Fontium. Forse perché anche avanti negli anni, Teresa/Matilde non riuscì a mettere al mondo dei figli, pertanto fu ripudiata, nel 1195, per consanguineità, in quanto parente di Alice di Lorena, madre di Oddone, come ci conferma la Histoire généalogique des ducs de Bourgogne de la maison de France, il quale nel 1199 si risposò con Alice di Vergy.
A seguito del ripudio, per concessione del re di Francia Filippo II Augusto, Teresa/Matilde mantenne tutte le sue proprietà, a patto di non contrarre un nuovo matrimonio, come ci viene confermato dal documento n° 428 del Layettes du Trésor des Chartes, Volume 1.
Secondo la Flandria Generosa (Continuatio Claromariscensis), Teresa/Matilde si interessò e riuscì ad organizzare, nel 1212, il matrimonio del nipote, Ferdinando del Portogallo (1188-1233) con la sua pronipote acquisita, la contessa delle Fiandre, Giovanna, figlia maggiore dell'imperatore di Costantinopoli, Baldovino I di Costantinopoli.
Secondo lo storico francese specializzato nella genealogia dei personaggi dell'Alto Medioevo, Patrick Van Kerrebrouck, Teresa/Matilde morì il 6 maggio 1218, a seguito di un banale incidente: la carrozza su cui viaggiava cadde accidentalmente nella palude, vicino alla cittadina di Furnes. Le cronache di Alberico delle Tre Fontane confermano la morte nel 1218, affermando che venne sepolta nell'Abbazia di Clairvaux, nell'Aube, accanto alle spoglie del primo marito, Filippo I.

## Figli
Teresa/Matilde non diede figli a nessuno dei due mariti:
- né a Filippo[22][23]
- né a Oddone[24][25].

## Ascendenza
|                          |                      |                       | Genitori                            |  |  | Nonni |  |  | Bisnonni              |  |  | Trisnonni             |  |
|                          |                      |                       |                                     |  |  |       |  |  | Roberto I di Borgogna |  |  | Roberto II di Francia |  |
|                          |                      |                       |                                     |  |  |       |  |  | Roberto I di Borgogna |  |  | Roberto II di Francia |  |
|                          |                      | Costanza d'Arles      |                                     |  |  |       |  |  | Roberto I di Borgogna |  |  |                       |  |
| Enrico del Portogallo    |                      |                       |                                     |  |  |       |  |  | Roberto I di Borgogna |  |  |                       |  |
|                          |                      | Sibilla di Barcellona | Berengario Raimondo I di Barcellona |  |  |       |  |  |                       |  |  |                       |  |
|                          |                      | Sibilla di Barcellona | Berengario Raimondo I di Barcellona |  |  |       |  |  |                       |  |  |                       |  |
|                          |                      | Sibilla di Barcellona | Guilla (o Guisla) de Lluça          |  |  |       |  |  |                       |  |  |                       |  |
| Alfonso I del Portogallo |                      | Sibilla di Barcellona |                                     |  |  |       |  |  |                       |  |  |                       |  |
|                          |                      | Alfonso VI di León    | Ferdinando I di Castiglia           |  |  |       |  |  |                       |  |  |                       |  |
|                          |                      | Alfonso VI di León    | Ferdinando I di Castiglia           |  |  |       |  |  |                       |  |  |                       |  |
|                          |                      | Alfonso VI di León    | Sancha I di León                    |  |  |       |  |  |                       |  |  |                       |  |
| Teresa di León           |                      | Alfonso VI di León    |                                     |  |  |       |  |  |                       |  |  |                       |  |
|                          |                      | Jimena Núñez de Lara  | …                                   |  |  |       |  |  |                       |  |  |                       |  |
|                          |                      | Jimena Núñez de Lara  | …                                   |  |  |       |  |  |                       |  |  |                       |  |
|                          |                      | Jimena Núñez de Lara  | …                                   |  |  |       |  |  |                       |  |  |                       |  |
| Teresa del Portogallo    |                      | Jimena Núñez de Lara  |                                     |  |  |       |  |  |                       |  |  |                       |  |
|                          | Umberto II di Savoia | Amedeo II di Savoia   |                                     |  |  |       |  |  |                       |  |  |                       |  |
|                          | Umberto II di Savoia | Amedeo II di Savoia   |                                     |  |  |       |  |  |                       |  |  |                       |  |
|                          | Umberto II di Savoia | Giovanna di Ginevra   |                                     |  |  |       |  |  |                       |  |  |                       |  |
| Amedeo III di Savoia     | Umberto II di Savoia |                       |                                     |  |  |       |  |  |                       |  |  |                       |  |
|                          |                      | Giselda di Borgogna   | Guglielmo I di Borgogna             |  |  |       |  |  |                       |  |  |                       |  |
|                          |                      | Giselda di Borgogna   | Guglielmo I di Borgogna             |  |  |       |  |  |                       |  |  |                       |  |
|                          |                      | Giselda di Borgogna   | …                                   |  |  |       |  |  |                       |  |  |                       |  |
| Mafalda di Savoia        |                      | Giselda di Borgogna   |                                     |  |  |       |  |  |                       |  |  |                       |  |
|                          |                      | …                     | …                                   |  |  |       |  |  |                       |  |  |                       |  |
|                          |                      | …                     | …                                   |  |  |       |  |  |                       |  |  |                       |  |
|                          |                      | …                     | …                                   |  |  |       |  |  |                       |  |  |                       |  |
| Adelaide                 |                      | …                     |                                     |  |  |       |  |  |                       |  |  |                       |  |
|                          |                      | …                     | …                                   |  |  |       |  |  |                       |  |  |                       |  |
|                          |                      | …                     | …                                   |  |  |       |  |  |                       |  |  |                       |  |
|                          |                      | …                     | …                                   |  |  |       |  |  |                       |  |  |                       |  |
|                          |                      | …                     |                                     |  |  |       |  |  |                       |  |  |                       |  |

### Fonti primarie
- (LA)  Orderici Vitalis, Historia Ecclesiastica, tomus II.
- (LA)  Orderici Vitalis, Historia Ecclesiastica, tomus unicus.
- (LA)  Monumenta Germaniae Historica, Scriptores, tomus XXIII.
- (LA)  Monumenta Germaniae Historica, Scriptores, tomus IX.
- (LA)  Monumenta Germaniae Historica, Scriptores, tomus V.
- (LA)  Historia Rerum in partibus transmarinis gestarum.
- (FR)  Recueil des historiens des croisades. Historiens occidental, tome II.
- (LA)  Recueil des historiens des Gaules et de la France. Tome 12.
- (LA)  Layettes du Trésor des Chartes, Volume 1.
- (LA)  España sagrada, Tomus XIV.

### Letteratura storiografica
- Frederick Maurice Powicke, "I regni di Filippo Augusto e Luigi VIII di Francia", cap. XIX, vol. V (Il trionfo del papato e lo sviluppo comunale) della Storia del Mondo Medievale, 1999, pp. 776–828
- (FR)  Histoire généalogique des ducs de Bourgogne de la maison de France.